# Gemantar (Mondokan)
Gemantar is een bestuurslaag in het regentschap Sragen van de provincie Midden-Java, Indonesië. Gemantar telt 5080 inwoners (volkstelling 2010).